# 아사쿠라 요시카게
아사쿠라 요시카게(일본어: 朝倉 義景, 1533년 10월 12일 ~ 1573년 9월 16일)는 센고쿠 시대의 다이묘이다. 에치젠 아사쿠라씨 제11대 당주. 오다-도쿠가와 연합군과 싸운 아네가와 전투가 유명하다.

## 생애

### 가독 상속과 전반생
덴분 2년(1533년) 9월 24일, 에치젠의 센고쿠 다이묘(戦国大名)로 아사쿠라 씨(朝倉氏) 제10대 당주 아사쿠라 다카카게(朝倉孝景, 법명은 소준 다카카게(宗淳孝景))의 장남으로 태어났다. 생모는 고토쿠인(広徳院, 光徳院)이라고 하며, 와카사 다케다씨(若狭武田氏) 일족의 딸로 다케다 모토노부(武田元信)나 모토미쓰(元光)의 딸이라고 한다.
그때 아버지 다카카게는 40세였고, 요시카게는 유일한 친자식이었다(다만 출생에 대해서는 이설도 있다). 아명은 나가야샤(長夜叉). 요시카게의 어린 시절에 관해서는 명확하지 못한 점이 많고, 수역(守役)이 누구였는지 유모가 누구였는지에 대해서도 일체 알려지지 않았으며 전화는 일화도 거의 없다.
덴분 17년(1548년) 3월에 아버지 다카카게가 사망한 후 가독을 승계하고 16세의 나이로 제11대 당주가 되어 이름을 노베카게(延景)라 하였다. 9월 9일에는 교토에 대해 당주 교체를 알리는 인사를 행하였다(『御湯殿上日記』). 그러나 나이가 어렸기에 고지 원년(1555년)까지는 종외조부로 아사쿠라 일가의 명장 아사쿠라 소테키(朝倉宗滴)가 정무와 군사에 대해 보좌하게 된다.
덴분 21년(1552년) 6월 16일 무로마치 막부 제13대 쇼군 아시카가 요시테루(足利義輝, 당시에는 요시후지義藤)로부터 요시(義)라는 한 자를 받아 요시카게(義景)로 개명한다. 이 즈음에 사에몬노카미(左衛門督)에 임명된다. 쇼군의 이름자로 「요시」(義)라는 글자를 받고 1등관에 해당하는 사에몬노카미 관직을 받은 것은(이제까지 아사쿠라 당주는 조정으로부터 사에몬노이左衛門尉 등의 3등관을 제수받아왔다) 역대 아사쿠라 집안의 당주 가운데서는 이례적인 것으로, 이는 요시카게의 아버지 소준 다카카게의 시대에 무로마치 막부의 오토모시슈(御供衆) ・ 쇼반슈(相伴衆)의 반열로 지위가 높아졌고, 요시카게의 정실이 간레이(管領) 호소카와 하루모토(細川晴元)의 딸이었기에 막부와 친밀한 관계를 구축했고, 당시 쇠퇴하던 막부에 있어 아사쿠라 집안의 수구적 다이묘의 힘을 필요로 했기에 나온 우대책이었다고 한다. 새장에 담은 매를 요시테루에게 헌상하고 교류가 깊어졌던 것도 알려져 있다
고지 원년(1555년) 소테키가 사망하고, 요시카게 자신이 정무를 맡게 된다.
에이로쿠(永禄) 2년(1559년) 11월 9일에는 종4위하로 서위되었다. 에이로쿠 6년(1563년) 8월, 와카사 국의 이와야 가쓰히사(粟屋勝久)를 쳤다. 이 무렵 와카사의 슈고(守護)였던 다케다 요시미치(武田義統)는 슈고로써 가신을 통솔할 능력을 잃었고, 아와야 가쓰히사나 헨미 마사쓰네(逸見昌経) 등은 단바국(丹波国)의 마쓰나가 나가요리(松永長頼)와 짜고 모반을 일으켰다. 때문에 아사쿠라군은 에이로쿠 6년 이후 주로 가을에 이와야 씨를 공격하며 와카사로 거듭 병력을 냈다.(『国吉城籠城記』) 에이로쿠 7년(1564년) 9월 1일, 아사쿠라 가게아키라(朝倉景鏡)와 아사쿠라 가게타카(朝倉景隆)를 대장으로 하는 아사쿠라군이 가가(加賀)로 병력을 내었다. 9월 12일에는 요시카게 자신도 출진하여 모토오리(本折) ・ 고마쓰(小松)를 함락시킨 것을 시작으로 9월 18일에는 미유키즈카(御幸塚), 19일에는 미나토가와(湊川)에 불을 지르고 다이쇼지(大聖寺)까지 진출한 뒤 25일에 이치조타니로 돌아왔다.
요시카게는 소테키 생전 덴분 17년(1548년) 호소가와 하루모토(細川晴元)의 딸과 결혼했다. 그러나 정실은 여자 아이를 낳은 직후 사망하게 된다.
이 때문에 요시카게는 후실로 고노에 다네이에(近衛稙家)의 딸을 맞이한다. 둘 사이에 아이가 없어 이혼하고 친정으로 보낸다.

### 호기를 놓치다
에이로쿠 8년(1565년) 5월 19일, 쇼군 아시카가 요시테루가 미요시 요시쓰구(三好義継) 등에 의해 암살되었다. 요시카게는 쇼군 암살을 5월 20일에 다케다 요시미츠(武田義統)의 편지를 통해서 알게 되었다. 8월에 아사쿠라군은 와카사로 병력을 보냈다. 또한 8월 5일에 요시테루의 숙부에 해당하는 다이가쿠지 요시토시(大覚寺義俊)가 우에스기 겐신(上杉謙信)에게 보낸 서장에 따르면 요시테루의 동생인 가쿠케이(覚慶, 즉 훗날의 아시카가 요시아키이다)가 7월 28일에 유폐되어 있던 나라(奈良)를 탈출하여 오미국(近江国)으로 옮겨오게 된 배경에는 아사쿠라 요시카게의 획책이 있었다고 적고 있어, 이 단계에서 요시카게는 요시테루의 가신이었던 와다 고레마사(和田惟政) ・ 호소카와 후지타카(細川藤孝) ・ 米田求政 등 가쿠케이 탈출에 관여한 사람들과 연락을 취하고 있었던 것으로 보인다. 9월 8일, 마쓰나가 히사히데(松永久秀)에게 야시마 고쇼(矢島御所)에서 쫓겨나, 와카사 다케다 가(若狭武田家)에 의지하고 있던 가쿠케이 즉 요시아키(義秋)가 에치젠의 스루가(敦賀)로 이동했기에, 요시카게는 가게아키라를 사자로 보내고 그의 내방을 환영하였다(『上杉家文書』『多聞院日記』『越州軍記』).
요시아키는 아사쿠라 집안의 후원을 기대하고 아사쿠라 ・ 가가 잇코잇키(加賀一向一揆)의 화친을 주선하려고 했다. 그러나 양측의 오랜 대립은 심각하게 깊어져서 이미 화친을 도모할 단계를 넘어서 있었다. 또한 에이로쿠 10년(1567년) 3월에 가신 호리에 가게타다(堀江景忠)가 가가 잇코잇키와 짜고 모반을 꾀하였다(이것에 대해 아사쿠라 가게아키라가 호리에 가게타다를 모함했다는 설은 잘못된 것이다). 가가국(加賀国)에서 내습한 스기우라 하루토(杉浦玄任)가 이끄는 잇큐군과의 교전이 이어지고, 요시카게는 야마자키 요시이에(山崎吉家) ・ 우오즈미 가게카타(魚住景固)에게 명하여 호리카와 가문을 치게 하였다. 가게타다도 필사적으로 항전하였으나 결국 화친하고 가게타카는 가가 국을 지나 노토 국(能登国)으로 쫓겨갔다. 이는 아사쿠라 가게아키라의 참언에 의한 내란이었다고 『아사쿠라 시말기』(朝倉始末記)는 적고 있다. 11월 21일, 요시아키를 이치조타니의 안요지(安養寺)로 맞이하고 11월 27일에 요시카게는 축하 인사를 행하였다. 요시아키의 중개로 12월에는 가가 잇코잇키와의 화해도 성립되었다.
요시아키는 우에스기 겐신 등 여러 다이묘들에게도 상경을 재촉하는 편지를 보냈지만, 그들 다이묘 집안은 이웃 구니와의 정치적 정세 등의 갖가지 문제로 병력을 내기에는 어려웠다. 때문에 요시아키는 요시카게에게 교토 상경전을 요구하였고 12월 25일에는 비공식적으로 요시카게의 저택을 방문하였다(『아사쿠라 시말기』 및 『엣슈군기越州軍記』) 또한 요시아키가 발급한 어내서(御内書)에 요시카게는 부장(副状)을 첨부하게 하는 등, 이때의 요시카게는 실질적으로는 간레이(管領)에 준하는 입장에 있었고 「아사쿠라 계도」(朝倉系図)에서는 아예 요시카게의 지위를 두고 간레이다이(管領代)로 기재하고 있다.
에이로쿠 11년(1568년) 3월 8일, 요시카게에 의해 고토쿠인이 니이노아마(二位の尼)로 서위되었다. 4월에는 요시아키가 요시아키(義昭)로 이름을 바꾸고 아사쿠라 저택에서 원복을 행하였다. 그 뒤에도 요시아키는 아사쿠라 저택을 방문하여 요시카게뿐 아니라 아사쿠라 일문에 대해서도 관계를 깊게 하며 상경전을 요구하였다. 그러나 6월에 요시카게의 적자 구마기미마루가 급사하고 요시카게는 슬픔에 빠져서 자리에 드러눕고 말았다.
이와 같이 요시카게는 요시아키가 바라던 상경전에는 냉담했기 때문에, 7월에 요시아키는 미노국(美濃国)을 지배하에 두고 세를 떨치고 있던 오다 노부나가(織田信長)를 의지해 에치젠을 떠났다. 요시카게는 이를 말렸으나, 요시아키는 자신이 체재중에서의 예를 두텁게 한 것에 대한 감사를 표하는 어내서를 남기고 에치젠을 떠나버렸다.(『足利季世記』)
가가부터 내습한 잇키 군과 교전을 계속하면서, 요시카게는 야마자키 요시이에(山崎吉家), 우오즈미 가게타카(魚住景固)에게 명을 내려 호리에가를 공격한다. 호리에 가게타다도 필사적으로 항전하지만, 결국, 화친하고 가가를 거쳐 노토로 가지만, 그곳에서 몰락한다.
고노에 다네이에의 딸과 이혼한 후, 측실 고자이쇼(小宰相)를 총애한다. 그녀는 아사쿠라씨 중신 구라타니 후쿠치(鞍谷嗣知)의 딸이다.
고자이쇼는 에이로쿠 4년(1561년) 요시카게사이에서 아들 구마기미마루(阿君丸)를 낳는다. 하지만, 그 후 고자이쇼는 병사하고, 구마기미마루도 에로쿠 11년(1568년) 요절했다. 같은 해 와카사 슈고 다케다씨의 내분에 개입하고, 도슈로 있는 다케다 모토아키(武田元明)를 보호한다는 명목으로 납치하고, 와카사를 복속시킨다.
그러나, 적자 구마기미마루와 총애한 고자이쇼의 죽음과 가신의 이반 등, 계속해서 불운을 맛본 요시카게는 정무를 방치한 채 같은 일족인 아사쿠라 가게아키라와 가게타케(景健)들에게 맡기고, 유흥에 빠졌다고 전해진다.

### 노부나가 포위망
에이로쿠 11년(1568년) 8월, 와카사 슈고 다케다 씨 집안의 내분에 개입, 당주 다케다 모토아키(武田元明)를 보호한다는 명목으로 고하마(小浜)에서 에치젠으로 옮겨 이치조타니에 연금해 버리고 와카사도 자신의 지배하에 두었다(『구니요시 성 농성기国吉城籠城記』). 다만 다케다 씨의 가신인 구리야 가쓰히사(粟屋勝久)나 구마가이 씨(熊谷氏) 등은 요시카게 등에게 종속하기를 거부하고 완강히 저항했기에, 요시카게가 와카사를 완전히 평정했다고 말하기는 어렵다. 와카사 침공은 당시 상경전을 전개하고 있던 오다 노부나가와 아자이 나가마사(浅井長政)의 원호가 목적이었다는 설도 있다. 그러나 요시카게는 차츰 정무를 일족 아사쿠라 가게아키라나 아사쿠라 가게타케(朝倉景健) 등에게 맡기고 자신은 여흥에 빠지게 되었다고 한다.
에이로쿠 11년 9월, 오다 노부나가는 아시카가 요시아키를 받들어 상경한다. 이로써 그는 막부정치의 부활을 꿈꾸던 요시아키와 대립하게 되었고, 요시아키는 노부나가 토벌을 위해 요시카게에게 줄기차게 어내서(御内書)를 보내게 된다. 상경한 노부나가는 요시아키를 쇼군으로 받들고 요시카게에 대해 쇼군 요시아키의 명을 빌어 두 차례에 걸쳐 상경을 명하였으나, 요시카게는 이를 거부한다. 이는 아사쿠라 집안이 오다 집안을 따르는 것을 싫어했기 때문이고, 상경하는 것으로 아사쿠라군이 장기간에 걸쳐 본국 에치젠을 비워야 한다는 불안 때문이었으며, 노부나가 자신도 에치젠은 오다 소유의 영지인 미노(美濃)와 교토 사이에 끼어 있어 요시카게를 복속시킬 필요가 있었다.
때문에 에이로쿠 13년(1570년) 4월 20일, 요시카게에 반역할 뜻을 비침으로써 에치젠 출병의 구실을 주게 되었고, 요시카게는 오다 노부나가 ・ 도쿠가와 이에야스(徳川家康)의 연합군에 공격당한다. 연합군의 공세 앞에 옛 와카사 다케다 씨 가신이었던 구리야 씨 ・ 구마가이 씨 등의 집안이 노부나가에 항복한다. 또한 지성(支城) 데즈쓰 산성(天筒山城)과 가네가사키 성(金ヶ崎城)이 오다군의 공세 앞에 함락되었다. 요시카게는 후방 방어를 위해 아사미즈(浅水, 현재의 후쿠이 시福井市)까지 병력을 냈으나, 거성(居城) 이치조타니에서 소동이 일어나서 돌아와야 했다.
그러나 아자이 나가마사가 노부나가를 배신하고 오다군의 배후를 습격해, 노부나가는 교토로 물러나야 했다. 이때 아사쿠라군은 오다군을 추격하였으나 오다군의 신가리(殿, 후미 엄호)를 맡은 기노시타 도키치로(木下秀吉)의 공격에 발이 묶여 노부나가를 비롯한 유력 무장을 놓치고 만다(『가와시마 문서革島文書』『신장공기』). 때문에 노부나가에 재기할 기회를 준 셈이었다.
겐키(元亀) 원년(1570년) 6월 28일, 오다 - 도쿠가와 연합군과 아사쿠라 - 아자이 연합군은 아네가와(姉川)에서 격돌한다(아네가와 전투). 그러나 이때의 아사쿠라군 총대장은 요시카게가 아닌 일족인 가게타케(景健)로, 병력도 8천 명(일설에는 15,000명)이었다. 아사쿠라군은 도쿠가와군과의 대전에서 사카키바라 야스마사(榊原康政)의 측면 돌격에 패하고, 아네가와 전투는 패배로 끝났다. 『신장공기』(信長公記)에 따르면 아자이 ・ 아사쿠라군은 1100여 명의 손해를 냈다고 한다. 다만 후술하는 것처럼 이로부터 석 달 뒤에 아사쿠라군은 다시금 병력을 내었고, 통설에서 말하는 바와 같은 큰 피해를 입었다고 보기는 어렵다. 그러나 이 전투에서 노부나가는 아자이측의 지성 대부분을 함락시켰고, 전략적으로 매우 불리한 입장에 빠져 있었음은 틀림없었다.
8월 25일, 노부나가가 미요시 산닌슈(三好三人衆), 이시야마 혼간지(石山本願寺) 토벌을 위해 셋쓰(攝津)로 향한(노다 성野田城 ・ 후쿠이 성福島城 전투) 틈을 타 출병한 요시카게는 몸소 출정해 아자이군과 함께 오다령 오미(近江) 사카모토(坂本)로 쳐들어간다. 그리고 이 전투에서 노부나가의 동생 노부하루(信治)와 가신 모리 요시나리(森可成)는 전사한다. 나아가 오쓰(大津)에 불을 지르고 9월 21일에는 다이고(醍醐) ・ 야마시나(山科)로 진주한다.
그러나 노부나가가 군을 오미로 이끌고 물러났기에, 히에이 산(比叡山)으로 들어가 농성하며 오다군과 대치한다(시카의 진志賀の陣). 이때 노부나가는 히에이산을 자신의 아군으로 끌어들이려 시도했으나, 히에이 산은 이를 무시한다. 또한 10월 20일에 오다 ・ 아사쿠라 사이에 소규모 전투가 벌어졌고, 노부나가는 요시카게에게 날짜를 정해서 결판을 내자고 요구했지만 요시카게는 무시했다(『고토쓰구경기』『심헌기尋憲記』『신장공기』) 11월 25일, 노부나가는 요시카게의 퇴각로를 끊기 위해 가타타(堅田)로 별동대를 보냈다. 11월 26일에 아사쿠라 ・ 오다 사이에 전투가 벌어졌고, 무승부로 끝났다. 11월 28일, 아시카가 요시아키와 니조 하루요시(二条晴良) 등이 사카모토로 와서 양자간 화친을 조정하였다. 나아가 노부나가는 조정에 대한 공작을 벌여서, 12월에 노부나가와 요시카게는 칙령강화(勅命講和)를 맺게 되었다. 한편 이 칙명강화의 대상이 엔랴쿠지(延暦寺)로 한정되어 있었던 점이 지적되어 있다.
겐키 2년(1571년) 1월, 노부나가는 히데요시에게 명하여 에치젠과 오미 사이의 교통을 방해하게 하였다. 6월 11일, 요시카게는 겐뇨(顕如)와 화친하고, 겐뇨의 아들 교뇨(教如)와 딸을 약혼시킨다(『顕如上人御書札案留』). 7월에는 롯카쿠 쇼테이(六角承禎)가 교토로 쳐들어가려 할 때에는 교토에 방화 등이 없도록 하라는 내용의 편지를 보냈다(『田川左五郎氏所蔵文書』) 8월, 요시카게는 아자이 나가마사와 함께 오다령 요코야마 성(横山城), 미노우라 성(箕浦城)을 공격하지만, 거꾸로 노부나가에 병참(보급)을 위협받아 퇴각한다. 이후, 오다 노부나가는 지난해 아사쿠라와 협력하며 자신의 협력 요청을 거절했던 엔랴쿠지를 비롯해 히에이 산 전체를 불태워 버렸다.
겐키 3년(1572년) 7월, 노부나가가 아자이 나가마사의 오다니(小谷) 성을 포위하고 도라고젠 산(虎御前山) ・ 하치조 산(八相山) ・ 미야베(宮部) 등 각지의 요새(砦)를 정비하기 시작하였다. 이에 아자이 씨는 아사쿠라 씨를 향해 「나가시마 잇코잇키(長島一向一揆)가 오와리(尾張)와 미노 사이를 봉쇄했으니, 지금 군세를 낸다면 오다군을 칠 수 있다」는 헛소문을 띄우고, 요시카게는 이를 믿고 지원군을 보냈다. 그러나 요시카게는 공세에는 나서지 않았고, 오다군의 산발적인 공격으로 마에바 요시쓰구(前波吉継)와 도미타 나가시게(富田長繁) 등 유력 가신 다수가 노부나가에게 투항한다. 9월에는 요새가 완성되었다. 노부나가는 다시금 날짜를 정해 결판을 내자고 했지만, 요시카게는 다시 무시했다. 9월 16일, 노부나가는 요새에 기노시타 도키치로를 남겨두고 요코야마 성(横山城)으로 병력을 이끌고 향했다.
그 해 10월, 가이(甲斐)의 다케다 신겐(武田信玄)이 서쪽을 향해 상경을 목표로 진격, 도토미(遠江) ・ 미카와(三河) 방면의 오다-도쿠가와령을 침공했고 도쿠가와군은 차례대로 그 성을 빼앗겼다. 이 당시 신겐은 요시카게에게 협력을 요청한다. 이에 노부나가는 기후(岐阜)로 물러났고, 요시카게는 아자이 세력과 함께 노부나가의 뒤를 쫓아 쳐들어갔으나, 도라고젠 산 요새(虎御前山砦)를 지키고 있던 하시바 부대에 패퇴하였다. 12월 3일, 아사쿠라 요시카게는 부하들이 지치고 눈도 쌓였음을 이유로 에치젠으로 물러나 버렸다. 이러한 요시카게의 행동에 신겐은 격노하여 비난하는 서찰을 보냈다(이노문서伊能文書). 쇼군 아시카가 요시아키나 겐뇨에게서도 똑같이 쏟아진 이 비난들을 요시카게는 모두 무시해버렸다.
겐키 4년(1573년) 2월 16일, 신겐은 요시카게의 사돈이었던 겐뇨에게 요시카게 철병에 대해 원망하는 말을 하며 다시금 출병을 요구했고, 겐뇨 역시 요시카게에게 출병할 것을 권했다. 3월에 요시카게는 정식으로 노부나가와 절연하고 요시카게가 교토로 갈 것이라는 소문도 나돌았지만(예수회 일본연보耶蘇会日本年報) 요시카게는 움직이지 않았다.
4월 12일, 아사쿠라 집안의 동맹자였던 다케다 신겐이 진중에서 병사하고, 다케다군은 가이로 물러났다. 이로써 노부나가는 오다군의 주력을 아사쿠라로 쏟을 가능성이 커졌다.

### 불타는 이치조다니
덴쇼 원년(1573년) 8월 8일에 노부나가는 3만 군사로 오미를 침공한다. 요시카게는 아사쿠라 전군을 이끌고 출진하려 했지만, 아사쿠라 집안의 중신이었던 아사쿠라 가게아키라나 우오즈미 가게타카 등은 요시카게의 출진명령을 거부했다. 이미 가신들에게 숱한 실망을 안겼던 요시카게를 따르려는 자들은 적었다. 때문에 요시카게는 야마자키 요시이에나 가와이 무네키요(河井宗清) 등을 소집해 2만 군세를 이끌고 출진한다.
8월 12일, 노부나가는 폭풍우를 이용해 스스로 군을 이끌고 아사쿠라측 오타케 토리데(大嶽砦)를 공격한다. 노부나가의 전격적인 기습으로 아사쿠라군은 대패하고 토리데마저 잃었다. 다음날(13일)에는 요우노야마 토리데(丁野山砦)마저 함락되어 아자이 나가마사와의 연대도 불가능해졌다. 요시카게는 에치젠으로 철군을 결정하지만, 노부나가는 이미 요시카게의 퇴각을 예측하고 있었다. 오다군의 추격을 받으며 아사쿠라군은 다베(田部) 산에서 다시 크게 패하고 야나세(柳瀬)로 도주했다. 도네자카(刀根坂)에서 항전을 시도했지만 병력차와 오다군의 강력함에 아사쿠라군은 싸우지도 못한 채 패주했고, 요시카게 자신도 목숨만 겨우 건져서 히키다(疋壇) 성으로 달아났지만, 이미 사이토 다쓰오키(斎藤龍興)ㆍ야마자키 요시이에ㆍ야마자키 요시노부(山崎吉延) 등의 유력 무장 다수를 잃은 뒤였다.
히키다 성에서 이치조다니를 목표로 도주하는 와중에도 아사쿠라군 병졸들은 차례차례 도망쳐버려 남은 사람이라곤 도리이 가게치카(鳥居景近)와 다카하시 가게나리(高橋景業) 등 측근 10여 명밖에 없었다. 8월 15일에 요시카게는 간신히 이치조다니로 돌아왔다. 이미 아사쿠라 군의 패배를 안 이치조다니의 병졸들이 대부분 도망친 상태에서 요시카게의 반대파였던 아사쿠라 가게아키라 이외에 출진할 수 있는 무장은 없었다. 16일, 요시카게는 가게아키라의 권유를 따라 이치조다니를 버리고 도운지(東雲寺)로 향했고, 17일에는 헤센지(平泉寺)에 원군을 요청하지만, 이미 노부나가에게 회유된 상태였던 헤센지는 거꾸로 요시카게를 공격했다. 한편 노부나가의 가신 시바타 가쓰이에(柴田勝家)를 선봉으로 한 오다군은 이치조다니를 쳐서 닥치는 대로 불을 질렀고, 아사쿠라 100년의 영화를 잿더미로 만든 이 불길은 사흘 밤낮을 이어졌다. 19일에 요시카게는 다시 겐쇼지(賢松寺)로 도망친다.

### 말년
8월 20일 이른 아침, 아사쿠라 요시아키라는 요시카게를 배신하고 겐쇼지를 습격했고, 요시카게는 저항을 단념하고 자결한다. 향년 41세였다.
요시카게 사후, 요시카게의 어머니 고토쿠인과 애첩 고쇼쇼, 어린 아들 아이오마루 등 요시카게의 혈족 대부분은 노부나가의 명을 받은 니와 나가히데(丹羽長秀)에게 모조리 살해되었다. 이로써 아사쿠라 집안은 완전히 멸문되었다. 요시카게의 목은 노부나가의 가신 하세가와 무네히토(長谷川宗仁)에 의해 교토의 고쿠몬(獄門)에 효수되었다.
그 뒤 오다 노부나가는 요시카게의 두개골을 가져다 아자이 히사마사ㆍ나가마사 부자의 것과 함께 금칠을 입히고 백목(白木)으로 된 받침대에 놓고, 가신들에게 보였다(술잔으로 썼다는 이야기도 있으나 이는 창작된 것이다). 이러한 노부나가의 행위를 구와타 다다치카(桑田忠親)는 「노부나가가 얼마나 냉혹하고 잔인한 인물이었는지를 알 수 있다」고 평하기도 했다. 이에 대해 미야모토 요시미(宮本義己)는 적장에 대한 경의를 표한 것으로 내세와 현세를 어우르는 깨끗한 장소에서 세 장수의 명복을 빌고, 새로운 출발을 도모한 것으로, 구와타의 설은 목 화장의 풍습을 지나치게 왜곡시켜 편향된 평가를 한 것이라고 분석했다.

## 인물 ・ 일화 ・ 평가
- 아시카가 요시아키가 이치조타니로 망명해 왔을 때 그와 함께 상경했으면 천하를 쥘 수도 있었는데 그런 절호의 기회를 놓친 것에 대해 어리석다는 평가가 주류를 이루고 있으나, 요시카게가 당시 처해 있던 상황으로써는 아시카가 요시아키를 받들고 교토로 상경한다는 것은 어려웠다는 반론도 있다. 요시카게를 제외하고도 다른 유수의 다이묘 가문이 요시아키로부터 교토 상경을 재촉받고 있었지만 모두 무시했고, 거꾸로 요시카게가 상경하여 요시아키를 쇼군으로 삼는다는 선택지도 미요시(三好) 집안의 견제를 거쳐야 했는데, 당시의 아자이 ・ 아사쿠라 연합의 실력으로는 이를 깨고 교토로 가는 것은 어려웠다는 것이다.[16]
- 아자이 나가마사의 이반으로 노부나가는 앞뒤로 아사쿠라와 아자이에 포위된 절체절명의 궁지에 놓였는데, 노부나가나 유력 무장 다수를 놓친 가운데 이치조타니군이 오미로 출병한 것은 5월 11일의 일로 당시 대장은 요시카게 자신이 아니라 아사쿠라 가게아키라였다.[33]
- 시가의 진에서 노부나가가 사방으로 포위되어 궁지에 몰렸을 때 노부나가의 도전을 무시하고 응하지 않았다. 선봉대가 교토 부근까지 추격해 왔으나 자신은 야마나시(山科)에 머무르며 노부나가가 교토로 돌아가 화친할 기회를 주었다. 화친을 명하는 칙명에 관해서도 노부나가에게 아자이 집안 소유의 영지를 제외한 오미 영지를 승인해 준다는 것도 있어서, 실질적으로는 노부나가가 우위에 있는 화친이었다.[34]
- 요시카게는 자식을 두지 않았고 따로 형제도 없었기 때문에 이 점이 외교 등의 입장이 특히 약했던 아사쿠라 집안 멸망의 한 원인을 제공했다.[35]
- 요시카게 치세 전반기에는 아사쿠라 소테키라는 믿을 만한 명장이 존재했고 그의 사후에도 심각한 정치 정세에 휘말려들지는 않았기 때문에 에치젠은 주변 지역들에 비해서 안정되고 평화로웠으며 영화를 누렸다. 때문에 당시의 에치젠을 방문한 이들은 「요시카게 님은 성인군자의 도를 행하시어 나라도 잘 다스려지고 있으니, 부럽기 그지없다」고 칭찬하였다. 또한 구게(公家) 산조니시 긴에타(三条西公条) 등도 에치젠을 부러워하였다.[36]
- 요시카게는 각지 다이묘들을 향해 많은 문서를 발급했고, 그 대상은 아시카가 쇼군가(足利将軍家) 뿐 아니라 미노(美濃)의 엔도 씨(遠藤氏)、에치고 우에스기 씨(越後上杉氏), 멀리는 사쓰마국(薩摩国)의 시마즈씨(島津氏)、데와국(出羽国)의 다이호지 씨(大宝寺氏)、안도 씨(安東氏)、히타치국(常陸国)의 도키 하루히데(土岐治英) 등 아주 광범위한 지역에 걸친 외교를 행한 흔적이 보인다. 다케다 신겐을 섬겨 제국사번(諸国使番)으로써 각지를 돌며, 신겐 상경 작전에도 아사쿠라 가문의 사자로써 파견되었던 히나타 소류(日向宗立)로부터 다케다류(武田流) 전술의 비전을 배우고, 도키 하루히데에게도 서찰을 보내는 등 전술에 있어 전통적인 것에 얽매이지 않고 새로운 전술을 도입하려던 인물임을 알 수 있다.[37]
- 아사쿠라 씨 대대의 공적을 이어받아 이치조다니에 교토로부터 많은 문화인을 초청해 그 일대에 문화권을 형성한 것은 높게 평가된다.
  - 요시카게 자신도 개인적으로 전투보다는 문예에 힘을 쏟은 것으로 보이며, 가도(歌道) ・ 와카(和歌) ・ 렌카(連歌) ・ 사루가쿠(猿楽) ・ 작정(作庭) ・ 회화 ・ 다도(茶道) 등 다양한 예능을 좋아하고 그것을 행하였다는 기록이 남아 있다. 특히 다도에 힘을 쏟아서 이치조타니에서는 오늘날까지도 많은 다기(茶器)가 출토되고 있으며, 이들 다기류는 가라모노 다완(唐物茶碗)이나 청자 꽃병, 태국제 항아리 등 당시에는 고가의 수입품이었다.
  - 덴쇼(天正) 9년(1581년)에 에치젠에서 그리스도교 포교에 나선 예수회 선교사 루이스 프로이스는 에치젠을 두고 「일본에서 가장 고귀하고 주요한 나라의 하나로, 고키(五畿)보다도 세련된 언어가 완전한 형태로 보존되어 있다」고 기록하고 있다(『루이스 프로이스 일본사』제2부 32장).
- 오가사와라류(小笠原流) 궁술의 달인으로 여러 차례 이네오우모노(犬追物)를 행하며 궁술을 뽐냈다.
- 내정가로써는 중개무역에 의지하던 교역을 대륙과의 직접 교역로를 열어 수익을 올렸고, 아사쿠라 집안의 유적에서 유리 공방터가 발굴된 것으로 보아 새로운 산업 개발에도 힘을 쏟았던 것으로 보인다.
- 겐키(元亀) 원년(1570년) 노부나가와 화의할 당시 노부나가는 요시카게를 향해 「천하는 아사쿠라 님(요시카게))가 가지시옵고, 저는 두 번 다시 (천하를) 바라지 않겠나이다」(天下は朝倉殿持ち給え。我は二度と望みなし)라는 기청을 바쳤다(미카와 이야기)[d]
- 1572년 12월에 오다 노부나가가 기후로 퇴각할 때 그를 추격했다면 노부나가를 잡아 죽일 가능성도 컸지만 그러지 않았다. 요시카게에게는 천하를 쥐고 싶다는 야망 자체가 없었던 것 아니냐는 의심도 나오고 있다.
- 에치젠의 명가 아사쿠라가의 당주로서 자존심이 높았던 것 같다. 요시카게 입장에서 볼 때 시바 집안의 한낱 가신(家臣) 출신에 불과했던(오다 집안은 시바 집안을 섬겼다) 노부나가의 밑으로 들어가는 것은 수치였다. 때문에 죽는 순간까지 거절했다고 한다. 요시카게가 원래는 아사쿠라 집안 사람이 아니라 롯카쿠 가문에서 온 양자라는 이설을 토대로 보면 납득이 되는 사실이다.

### 가족
- 요시카게는 덴분 17년(1548년), 호소카와 하루모토(細川晴元)의 딸과 혼인하였다. 그러나 이 정실은 딸을 낳은 직후 사망하였다.
- 요시카게는 두 번째로 고노에 다네이에(近衛稙家)의 딸을 다시 정실로 맞았다. 이 정실은 「용모가 비길 데 없어 봄날 정원에 꽃을 피운 복숭아나무나 가지를 드리운 버드나무와 같았다」(容色無双ニシテ妖桃ノ春ノ園ニ綻ル装イ深メ、垂柳ノ風ヲ含メル御形, 아사쿠라 시말기朝倉始末記)고 평가되는 미녀였으나, 요시카게와의 사이에서 아들이 없었기 때문에 이혼하고 본가로 돌려보내졌다.
- 고노에 다네이에의 딸 이후 요시카게는 측실로 고자이쇼(小宰相)를 총애하였는데, 그는 아사쿠라 집안의 중신 구라타니 후쿠토모(鞍谷副知)의 딸이었다. 고자이쇼는 에이로쿠 4년(1561년) 요시카게와의 사이에서 처음으로 아들 구마기미마루(阿君丸)를 낳았다. 그러나 그 직후 고자이쇼는 병사했고 구마기미마루도 에이로쿠 11년(1568년)에 요절했다. 측실에 아들까지 잇따라 사망하고 가신들까지 이반하는 잇따른 불행이 요시카게의 관심을 정치에서 멀어지게 했다.
- 요시카게는 고쇼쇼(小少将)를 측실로 맞이한 뒤 주지육림에 빠졌다고 한다. 『아사쿠라 시말기』(朝倉始末記)에서는 요시카게와 고쇼쇼의 관계를 두고 「그 부인(女房, 고쇼쇼)는 홍안취재(紅顔翠戴)로 사람의 눈을 홀릴 뿐 아니라 교언영색으로 사람의 마음을 기쁘게 하였으니, 요시카게의 총애가 남달랐다」、「밤낮으로 연회를 열어 피리 불고 북 치고 춤추는 것을 일삼아 긴 밤을 짧다 하였다. 진시황이나 당 현종의 교만함도 이를 넘지 못하였다」고 적었다. 아네가와 전투 때에도 요시카게는 고쇼쇼를 총애해 이치조타니에 틀어박혀 있었다고 한다.

### 이설
요시카게는 다음과 같은 사실을 통해 오미 롯카쿠 씨(近江六角氏)로부터 온 양자였다는 설이 있다.
- 어린 시기에 관한 기록이 없다. 모리야쿠(守役)나 유모 등에 대한 기술도 없고, 일화만 있다.
- 요시카게의 아버지(소준 다카카게)와 롯카쿠 씨 사이에 내용을 알 수 없는 밀약이 있었다.
- 요시카게 측근으로 롯카쿠계 이름을 쓰는 자가 많다.
- 롯카쿠 씨의 내분에도 개입하였다.
- 롯카쿠 양식의 화압(花押)과 아사쿠라 씨 양식의 화압을 모두 썼다.
- 롯카쿠 우지쓰나(六角氏綱)의 아들로 니키 씨(仁木氏)의 가독을 이었던 니키 요시마사(仁木義政)와 친한 사이였다.

후다이(譜代) 가신들이나 일문의 이반 등, 요시카게의 대에 일어난 집안 내부의 알력의 원인도, 요시카게가 아사쿠라 본가의 소생이 아니라 다른 집안에서 온 양자였던 데서 기원한다고 이 설은 주장하고 있다.

### 내용주
1. ↑  『若州武田之系図』『武田系図』에는 와카사 다케다 씨 출신으로 기록되어 있는 것은 확실하나, 아버지에 관해서는 다르다.[1]。
2. ↑  이는 에이로쿠 11년(1568년) 8월까지 계속되었다.
3. ↑  『고토쓰구경기』(言継卿記)에는 에치젠의 무리 5천여 명이 전사하는 대패를 입었다고 적고 있다.[24].
4. ↑  다만 이는 미카와 이야기의 기술일 뿐 아사쿠라측 자료에는 기술이 없다.